# آب‌انبار سید صحرا
آب‌انبار سید صحرا مربوط به دوره قاجار است و در یزد، ضلع شمالی خیابان شهید مطهری، در مجاورت گورستان واقع شده و این اثر در تاریخ ۱۹ مهر ۱۳۷۸ با شمارهٔ ثبت ۲۴۶۷ به‌عنوان یکی از آثار ملی ایران به ثبت رسیده است.
دارای دو سردر ورودی مجزا برای زرتشتیان و مسلمانان.